# 大街上的商店
《大街上的商店》（英語：The Shop on Main Street，捷克语/斯洛伐克语: Obchod na korze）是1965年捷克斯洛伐克的電影，是有關第二次世界大战時斯洛伐克共和國的阿利安化計劃 。
這部電影劇本是由Ladislav Grosman所寫，由楊·卡達爾和艾爾瑪·克洛斯導演。這部電影和所有當時捷克斯洛伐克的電影一樣，有捷克斯洛伐克中央政府的經費支持，由布拉格的巴兰多夫制片厂製片，由斯咯伐克演員在斯洛伐克東北部的薩比諾夫鎮上以及巴兰多夫片場拍攝。由約瑟夫·克羅納飾演斯洛伐克人木匠托諾·布爾特科（Tóno Brtko），由波蘭女演員艾達·卡米斯卡飾演犹太寡婦羅扎利亞·勞特曼諾娃（Rozália Lautmannová）。
此電影獲得1965年的奥斯卡最佳國際影片獎，卡米斯卡因此在一年後提名奥斯卡最佳女主角奖，也有進入1965年坎城影展。

## 延伸閱讀
- Szabó, Miloslav. . S: I.M.O.N. Shoah: Intervention. Methods. Documentation. 2015, 2 (1): 102–108  [2021-11-24]. ISSN 2408-9192. （原始内容存档于2021-11-24） （德语）.

## 外部連結
- Steven Banovac, "Ján Kadár and Elmar Klos: The Shop on Main Street (Obchod na korze) 1965." （页面存档备份，存于）
- 互联网电影数据库（IMDb）上《大街上的商店》的资料（英文）
- TCM电影资料库上《大街上的商店》的资料（英文）
- AllMovie上《大街上的商店》的资料（英文）
- The Shop on Main Street: Not the Six Million but the One （页面存档备份，存于） an essay by Ján Kadár（英语：Ján Kadár） at the 标准收藏
- The Shop on Main Street on Criterion Channel （页面存档备份，存于）